# Ixora spruceana
Ixora spruceana är en måreväxtart som beskrevs av Johannes Müller Argoviensis. Ixora spruceana ingår i släktet Ixora och familjen måreväxter. Inga underarter finns listade i Catalogue of Life.